# Basilica dei Sette Dolori della Vergine Maria
La basilica dei Sette Dolori della Vergine Maria (in slovacco Bazilika Sedembolestnej Panny Márie) è una chiesa cattolica situata a Šaštín, in Slovacchia. È uno dei più importanti santuari mariani della Slovacchia e accoglie ogni anno decine di migliaia di pellegrini, soprattutto in occasione della Pentecoste e della festa dei Sette Dolori della Vergine Maria (15 settembre). 

## Storia
L'origine della devozione mariana a Šaštín risale al XVI secolo, quando una statua della Madonna dei Sette Dolori fu collocata in una cappella triangolare nel 1564. La statua è un'opera tardogotica, proveniente dall'area danubiana, il cui autore è sconosciuto. A causa del pericolo di costanti invasioni turche, fu portata in un vicino castello nel 1654, prima di essere riportata nella cappella nel 1710. A seguito di numerose presunte guarigioni miracolose, la statua fu esaminata nel 1710 prima di essere riconosciuta come miracolosa nel 1732 dall'arcivescovo di Esztergom Imre Esterházy.
La costruzione della chiesa si iniziò nel 1736, secondo il progetto di Matej Vépy e completata nel 1748. Nel 1751 fu terminato anche l'annesso conventi dei paolini. La decorazione pittorica della basilica, del 1757, si deve a Jean Joseph Chamant.
Nel 1760 fu continuata la decorazione interna della chiesa sotto la guida di Franz Anton Hillebrandt, che diresse anche la costruzione dell'altare maggiore tardobarocco in marmo rosso e dell'intera facciata del tempio. L'intera costruzione fu finanziata con collette della gente comune e con il contributo dell'imperatrice Maria Teresa.
Il 12 agosto 1762 l'arcivescovo di Strigonio Ferenc Barkóczy consacrò la chiesa alla presenza di Maria Teresa e di Francesco I di Lorena, di numeroso clero e di migliaia di fedeli. Il 15 agosto la statua della Madonna fu solennemente collocata sull'altar maggiore. Nel 1765 furono benedette le campane e nel 1771 la chiesa fu dotata di un grande organo e furono costruiti gli altari laterali, tutti di marmo, tranne uno, con pale di Ján Lukáš Kracker.
Nel 1786 Giuseppe II, nell'ambito della sua politica giuseppinista, soppresse i monaci di San Paolo primo eremita. I religiosi partirono per la Polonia, mentre la chiesa passò all'amministrazione della locale parrocchia, che decise allora di chiudere l'antica chiesa parrocchiale di Šaštín.
Nel 1864 in occasione del terzo centenario della venerazione della statua furono eretti i due campanili. Il 26 giugno il cardinale Ján Krstiteľ Scitovský, arcivescovo di Strigonio, incoronò solennemente la statua della Madonna, con una corona d'oro che era stata benedetta da papa Pio IX, di fronte a trecento sacerdoti e a 120 000 fedeli. 
Nel 1914, durante la Prima guerra mondiale, le campane furono requisite e fuse. Saranno ricollocate nel 1926. Nel frattempo, nel 1924, per decisione dell'amministratore apostolico di Trnava Pavol Jantausch, la chiesa fu affidata ai salesiani, che riaprirono anche la vecchia chiesa parrocchiale.
Il 22 aprile 1927 con il decreto Celebre apud Slovachiae gentem papa Pio XI dichiarò la Beata Vergine Maria dei Sette Dolori patrona principale della Slovacchia. Il 22 maggio fu dato il solenne annuncio nella basilica, alla presenza di tre vescovi e 40 000 fedeli. L'anno successivo fu benedetta la grande campana nazionale, del peso di 4 745 kg.
Dal 1941 al 1943 l'edificio fu oggetto di un restauro e l'organo fu ingrandito.
Il 14 aprile 1950 i salesiani furono estromessi con la violenza dell'autorità comunista dalla chiesa e subentrarono loro i preti diocesani. I salesiani torneranno a partire dal 1968. 
La chiesa fu dichiarata basilica minore il 23 novembre 1964 con il breve Quam pulchra di papa Giovanni XXIII.
Nel 1987 la basilica e l'intero complesso furono sottoposti a un completo restauro, che si protrarrà fino al 2005. Nel 1995 ricevette la visita di papa Giovanni Paolo II, durante il suo secondo viaggio in Slovacchia.
La basilica è stata dichiarata anche meta di pellegrinaggio dell'eparchia di Bratislava della Chiesa greco-cattolica slovacca, che dal 2009 compie un pellegrinaggio annuale nel giorno della festa della Compassione della Madre di Dio, che cade il sabato dopo la festa del Dolcissimo Signore, Dio e Salvatore Gesù Cristo, amatore degli uomini; l'ultima festa mobile dopo la Pasqua.
Nel 2017, dopo 231 anni, la basilica è tornata ai monaci di San Paolo primo eremita.
Il 15 settembre 2021 papa Francesco ha visitato la basilica al termine della sua visita di più giorni in Slovacchia e ha conferito alla Madonna dei Sette Dolori di Šaštín la rosa d'oro.